# HIP 33611
HIP 33611 — звезда в созвездии Большого Пса. Находится на расстоянии 1399,84 световых лет (429,18 парсек) от Земли. Относится к звёздам главной последовательности спектрального класса B.

## Характеристики
HIP 33611 представляет собой звезду спектрального класса B2V. HIP 33611 не видна невооружённым глазом, поскольку имеет видимую звёздную величину 7,17.